# Elaphognathia bacescoi
Elaphognathia bacescoi is een pissebed uit de familie Gnathiidae. De wetenschappelijke naam van de soort is voor het eerst geldig gepubliceerd in 1969 door Kussakin.